# Mufflon

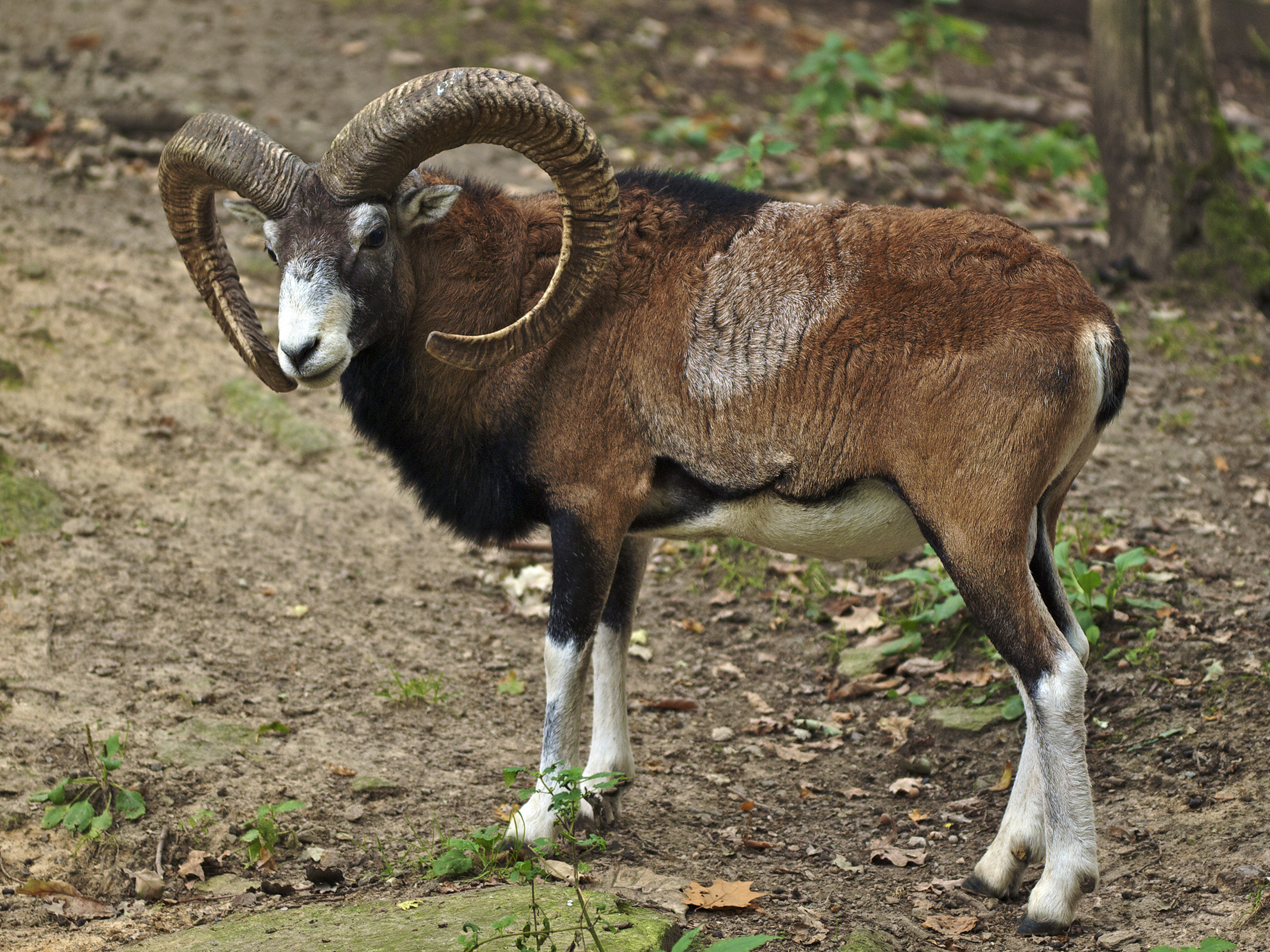
Europäischer Mufflon (Ovis gmelini musimon)

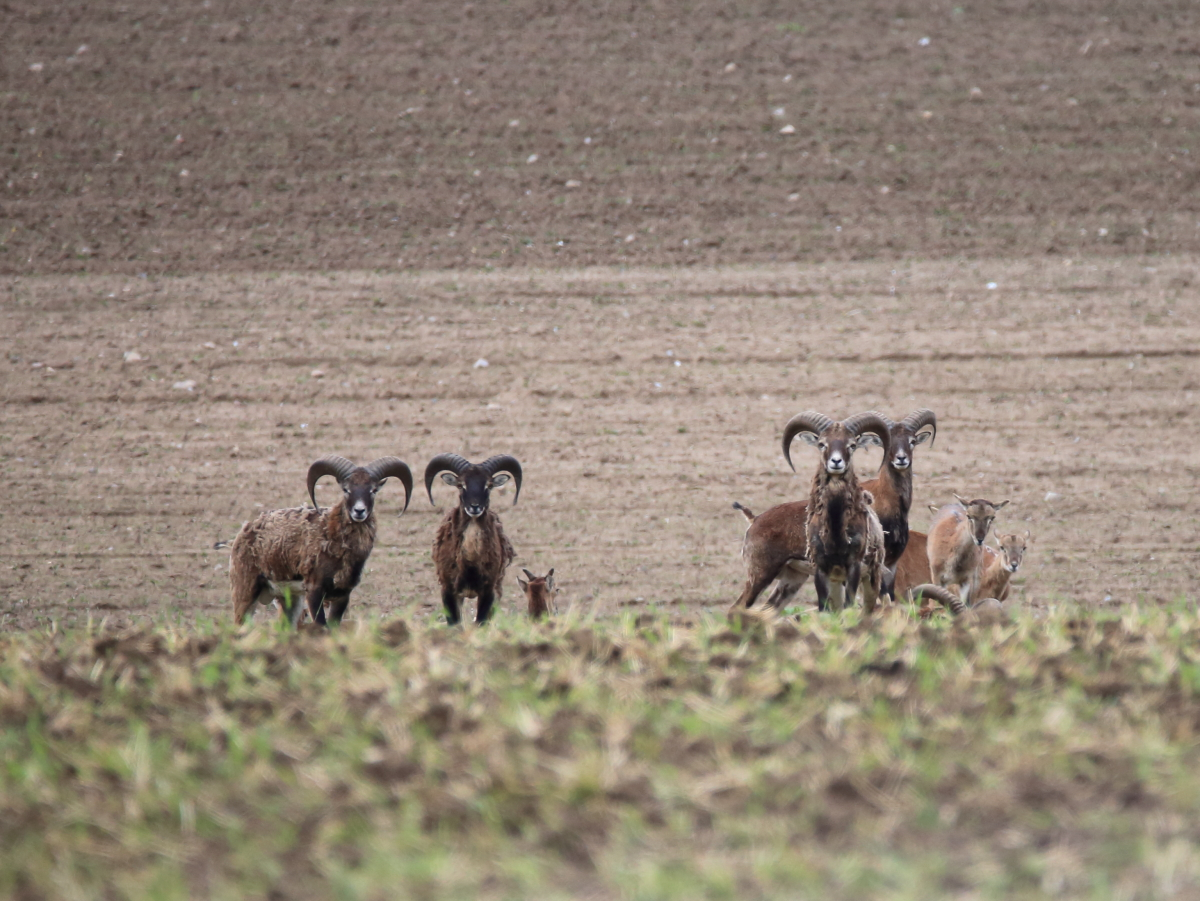
Mufflons in Südmecklenburg

Als Mufflon (Ovis-gmelini-Gruppe) werden mehrere Arten des Wildschafs zusammengefasst. Im engeren Sinne wird damit eine einzige Unterart bezeichnet, der Europäische Mufflon.

## Bezeichnung
Das Wort Mufflon ist ein Lehnwort, dessen Genus in Wörterbüchern meist als Maskulinum,  manchmal auch als Neutrum angegeben wird. Die romanischen Etyma wie französisch mouflon, italienisch muflone und sardisch-korsisch muvrone, mufrone des entlehnten Worts sind männlichen Geschlechts.

## Merkmale
Mufflons haben eine Kopf-Rumpf-Länge von 130 cm und eine Körperhöhe von 90 cm. Widder (also männliche Mufflons) wiegen gewöhnlich 50 kg, die Schafe (Weibchen) dagegen 35 kg.

## Lebensraum
Das Habitat des Mufflons sind gebirgige Landschaften. Hier bilden Weibchen mit einem, manchmal zwei Lämmern Herden von bis zu hundert Tieren, während die Böcke nur zur Paarungszeit zu den Herden stoßen. In ihren Einbürgerungsgebieten zeichnen sie sich dagegen vor allem dadurch aus, dass sie sich vorwiegend im Wald aufhalten. Waldnahe Agrarflächen werden nur zu bestimmten Tages- und Jahreszeiten aufgesucht. Sowohl im ursprünglichen Lebensraum als auch in den Regionen, in denen Mufflons eingebürgert wurden, kommt es zu jahreszeitlichen Vertikalwanderungen.
Mufflons sind standorttreue Tiere; die Mutterfamilienverbände besetzen zum Teil über Generationen traditionelle Territorien. Die genaue Kenntnis ihres jeweiligen Lebensraumes ist wesentlicher Teil ihrer Feindvermeidungsstrategien. Nähern sich Wölfe, die zu den bedeutendsten Fressfeinden des Mufflons gehören, versucht das Muttertier mit dem Lamm klippiges Gelände zu erreichen. Dorthin kann der Wolf ihr in der Regel nicht folgen. In relativ flachen Gebieten, in denen sie vom Menschen angesiedelt wurden, beispielsweise in der niederländischen Veluwe, aber auch anderswo, sind sie dem Wolf jedoch hilflos ausgeliefert. Die Lämmer sind außerdem durch Adler gefährdet; Muttertiere suchen mit ihren Lämmern deckungsreiches Gelände auf, wenn die Raubvögel sich am Himmel zeigen. Mufflons besiedeln nur selten neue Territorien.
Mufflons orientieren sich in ihrem Aktionsraum an auffallenden Geländemerkmalen. Ortswechsel erfolgen, indem sie hintereinander in einer langen Reihe laufen. In Mufflonterritorien sind deshalb deutlich sichtbare Wechsel auszumachen. Typisch für ihr Verhalten ist, dass sie Geländeerhöhungen nutzen, um sich einen Überblick zu verschaffen.

## Verbreitung
Heute ist der Mufflon im Kaukasus, in Anatolien, im nördlichen Irak und im nordwestlichen Iran verbreitet. Einst reichte sein Verbreitungsgebiet weiter über die Krim und den Balkan bis zu den Karpaten. In diesen Gebieten ist er allerdings bereits in der Bronzezeit (vor ca. 3000 Jahren) oder sogar noch früher verschwunden. Darüber hinaus leben Mufflons auf Elba, Zypern, Korsika und Sardinien; umstritten ist allerdings, ob es sich hierbei um Wildschafe oder um Nachkommen sehr ursprünglicher Hausschafe handelt. In zahlreichen Gegenden Europas ist der Mufflon in jüngerer Zeit als Jagdwild ausgewildert worden. So sollen etwa im nördlichen Burgenland in Österreich alleine rund 1.000 Exemplare beheimatet sein, die Nachkommen einer in den 1960er-Jahren ausgesetzten Population sind.
Im Südwesten Berlins leben seit fast 100 Jahren Mufflons. Im Düppeler Forst rund um den Königsweg kann man mit viel Glück eine Gruppe von ca. 30 Tieren beobachten, eine weitere Gruppe von ca. 20 Tieren hält sich im westlichen Düppler Forst rund um den Schäferberg auf.

## Arten

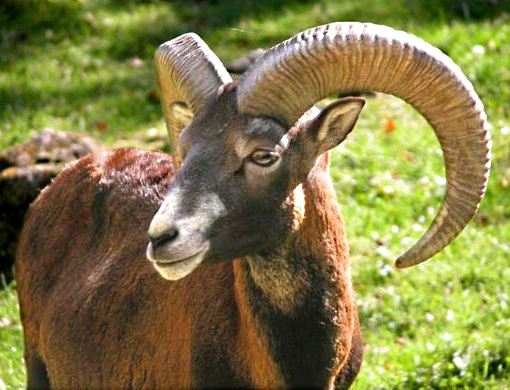
Europäischer Mufflon, Widder

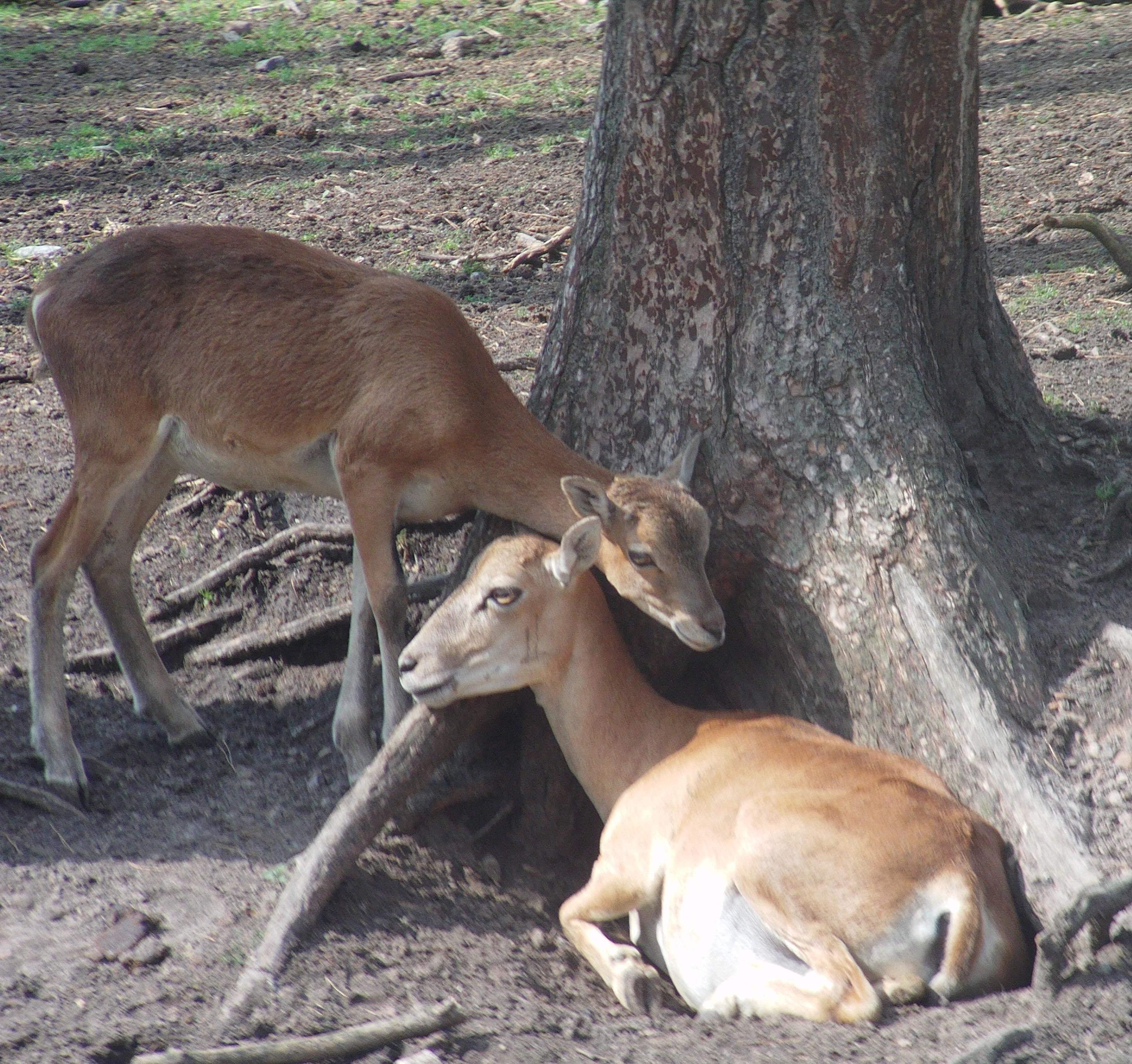
Europäischer Mufflon, Jungtier und Weibchen

Colin Peter Groves und Peter Grubb (2011) unterscheiden drei Arten des Mufflons:
- Armenisches Wildschaf (Ovis gmelini Blyth, 1841): Süd-Kaukasusgebiet in Armenien und Nachitschewan, Nordwest-Iran und südliche und östliche Teile Kleinasiens. Die Schulterhöhe beträgt 88 bis 94 cm, die Hörner sind negativ schneckenförmig nach hinten gebogen, die Hornlänge beträgt bis zu 67 cm, der Umfang der Hörner an der Basis liegt zwischen 22 und 27 cm. Weibchen sind teilweise hornlos. Die Fellfärbung variiert zwischen rostrot und zimtfarben, bei den Männchen findet sich meist ein heller Flankenfleck variabler Größe an den Seiten. Brust und Unterseite sind durch verlängerte, dunkle Haare, die allerdings nicht bis zur Kehle reichen, gekennzeichnet. Da der nomenklatorische Status von Ovis orientalis umstritten ist, wird jetzt das jüngere Synonym Ovis gmelini verwendet. Bisweilen wird die anatolische Form des Mufflons, von dem noch etwa 2000 Tiere in einem Schutzgebiet im Süden der Türkei bei Konya leben, als eigene Unterart (Ovis gmelini anatolica) vom Armenischen Wildschaf abgetrennt.[13]
- Isfahan-Wildschaf (Ovis isphahanica Nasonov, 1910): Zāgros-Gebirge im Iran.
- Laristan-Wildschaf (Ovis laristanica Nasonov, 1909): Der Laristan-Mufflon ist klein. Ausgewachsene Böcke erreichen kaum mehr als 34–35 kg Körpergewicht. Das Verbreitungsgebiet ist auf einige Reservate nahe der Stadt Lar im Südiran beschränkt. Der Lebensraum sind heiße Wüstengebiete.

In älteren Systematiken wie bei Grubb 2005 gelten das Isfahan-Wildschaf und das Laristan-Wildschaf noch als Unterarten des Armenischen Wildschafs (unter der Bezeichnung Ovis aries, einer Alternativbezeichnung für das Hausschaf).
Als weitere Unterarten des Armenischen Wildschafs werden teilweise noch folgende Formen anerkannt:
- Europäischer Mufflon (Ovis gmelini musimon (Pallas, 1811)): Etwa im fünften Jahrtausend v. Chr. gelangte der Europäische Mufflon nach Korsika und Sardinien, eingeführt wurde er in fast ganz Europa.
- Zypern-Mufflon (Ovis gmelini ophion Blyth, 1841): Der Zypern-Mufflon wurde im Verlauf des 20. Jahrhunderts fast ausgerottet, konnte aber zwischenzeitlich durch Schutzmaßnahmen auf eine Population von 2000 gebracht werden. Nach Schätzungen von 1997 ist der Bestand infolge von Krankheiten auf 1200 gefallen, weshalb die Unterart stark gefährdet ist. Nahe der Forststation Stavros tis Psokas im westlichen Troodos hat die Forstverwaltung ein Gehege eingerichtet, in dem das scheue Wildtier gesehen werden kann.
- Hausschaf (Ovis gmelini aries Linnaeus, 1758).

## Beziehung zum Menschen
Vor 10.000 bis 11.000 Jahren wurde der Mufflon domestiziert. Er ist damit nach dem Hund eine der ältesten domestizierten Arten überhaupt. Seither gibt es Hausschafe. Als wahrscheinlichster Ort der erstmaligen Domestikation wird Anatolien angesehen. Nach genetischen Daten ist die dort verbreitete Unterart Ovis gmelini anatolica die Stammform aller Hausschafe.

## Wappentier

Zyprische Zwei-Cent-Münze

Die auf Zypern lebenden Mufflons gelten als verwilderte Nachkommen jener Tiere, die von jungsteinzeitlichen Siedlern auf die drittgrößte Mittelmeerinsel mitgebracht wurden. Ihr Bild prägt sowohl die Cent-Münzen der alten Währung Zypern-Pfund als auch zyprische Euromünzen (Bildseite der verkupferten 1-, 2- und 5-Cent-Münzen).
Die Maschinen der staatlichen Fluggesellschaft Zyperns, Cyprus Airways, trugen seit den 1960er Jahren bis zur Auflösung 2015 als Logo einen geflügelten Mufflon auf den Leitwerken.